# Elektromagnetisme
Elektromagnetismen er en betegnelse for de fysiske egenskaber af det elektromagnetiske felt; et felt der er til stede overalt, og påvirker elektrisk ladede partikler med en kraft, hvilket igen påvirker disse partiklers bevægelse. Samtidig påvirker partiklernes ladning og bevægelse det elektromagnetiske felt.
Da lys er elektromagnetisk stråling, hører optikken også ind under elektromagnetisme.

## Teoretiske modeller
Der findes to teoretiske beskrivelser af elektromagnetisme: den klassiske elektrodynamik og den kvantefysiske kvanteelektrodynamik.

## Historisk udvikling
Gian Domenico Romagnosi beskrev første gang hvordan en kompasnål påvirkedes af en elektrisk strøm i to avisartikler i byerne Trento og Rovereto i maj 1802, 2 år efter at voltasøjlen første gang blev konstrueret. Romagnosis opdagelse af en sammenhæng mellem elektricitet og magnetisme blev i det store og hele overset af samtidens videnskabelige miljø.
Opdagelsen af elektromagnetismen tilskrives derfor ofte den danske professor H.C. Ørsted, der ved et tilfælde observerede den samme effekt i 1820, mens han forberedte sig til en forelæsning. En mere komplet teori, der bl.a. samlede og udvidede Faradays og Ampères resultater, blev udviklet af James Clerk Maxwell i 1873.
I 1830 skriver Ørsted i Encyclopedia of Edinburgh at kendskab til Romagnosis opdagelse ville have fremskyndet opdagelsen af elektromagnetisme med 18 år.
I 1831 opdager den engelske fysiker Michael Faraday induktionen, en effekt, hvormed man kan frembringe en strøm ved at bevæge en magnet gennem en spole. Det er denne effekt, som ligger bag moderne elkraftværker, vindmøller mv.
Maxwells ligninger indikerede yderligere eksistensen af elektromagnetiske bølger, som Heinrich Hertz's eksperimenter bekræftede, hvilket muliggjorde radioen. Maxwells postulat om at lys er en form for elektromagnetisk bølge, viste sig også at være korrekt, hvilket gør optikken til en gren af elektromagnetismen. Radiobølger adskiller sig kun fra lys ved en meget længere bølgelængde. Albert Einstein viste, at magnetfeltet opstår gennem det elektriske felts relativistiske bevægelse, og magnetisme er således blot en bivirkning af elektricitet. Den moderne teoretiske behandling af elektromagnetisme er som et kvantefelt i kvanteelektrodynamikken.